# کوپله

کوپله شهری در شهرستان پا در استان باله در بورکینافاسوی جنوبی است و جمعیت آن ۷۳۱ نفر است.